# Aristotelis Valaoritis
Aristotelis Valaoritis (en griego:Αριστοτέλης Βαλαωρίτης, Léucade, 1 de septiembre de 1824-Léucade, 24 de julio de 1879) fue un jurista, político y poeta griego, tatarabuelo del escritor Nanos Valaoritis.

## Biografía
Sus padres provenían de Epiro, y tras su escolarización en su isla natal y Corfú, estudió derecho en Italia y Francia, aunque nunca ejerció la abogacía. Durante años se consagró a la poesía retirándose a la isla Madouri.
Con 25 años se casó con Eloisa, cuyo padre era el académico veneciano Emilio De Tipaldo.
Escribió varios poemas sobre la Guerra de independencia de Grecia, entre sus obras más conocidas: Stichourgimata, Mnimóssima, Kira Frosini, Athanasios Diakos, Astrapogiannos u O Fotinos (Ο Φωτεινός, « Aurora »), sin duda su poema más famoso, que está inacabado y versa de la llamada Revolución Voukentra del 1357, de los griegos de Léucade contra la ocupación veneciana.
Paralelamente, se metió en política siendo miembro del parlamento de los Estados Unidos de las Islas Jónicas que defendía los derechos de las Islas Jónicas, y con la reagrupación del Reino de Grecia se trasladó a Atenas. Sus discursos influidos por su lenguaje poético fueron pasmosamente únicos. Los últimos años se centró en la integración de Epiro a Grecia, algo que no sucedió hasta la Guerra de los Balcanes.

## Obra
Poemas
- Η Κυρά Φροσύνη (1859)
- Αθανάσιος Διάκος (1867)
- Θανάσης Βάγιας (1867)
- Αστραπόγιαννος (1867)

Firma

- Ο ανδριάς του αοιδίμου Γρηγορίου του Ε (1872)
- Ο Φωτεινός (1891)

Colecciones
- Στιχουργήματα (1847)
- Μνημόσυνα (1857)

Otros
- Ποιήματα (1891)
- Εργα (1893)
- Βίος και έργα (1907)
- Ποιήματα ανέκδοτα (1937)
- Τα Άπαντα  (1968)